# La niña (album)
La niña è il secondo album in studio della cantante spagnola Lola Índigo, pubblicato il 2 luglio 2021 su etichetta discografica Universal Music Spain.
L’album debutta in vetta alla classifica musicale spagnola, diventando il secondo album ad ottenere tale risultato. 
L'album è stato anticipato dai singoli Lola Bunny, 4 Besos, Mala Cara, Cómo te va?, Calle e La niña de la escuela.

## Tracce
1. La niña de la escuela (con Tini e Belinda) – 3:24
2. Culo (con Khea) – 3:51
3. Tamagochi – 2:46
4. Spice Girls – 3:30
5. Nada a nadie (con Mala Rodriguez) – 3:02
6. Calle (con Guaynaa e Cauty) – 3:42
7. Killa (ring ring) – 3:32
8. Cómo te va? (con Beret) – 3:37
9. Mala cara – 2:48
10. Tu y yo – 2:43
11. La llorera – 2:34
12. Cash (con Lyanno) – 3:49
13. No sé que decir (con Roy Borland) – 2:19
14. 4 besos (con Rauw Alejandro e Lalo Ebratt) – 3:51
15. Lola Bunny (con Don Patricio) – 3:07

Tracce bonus nella riedizione La niña XXL
1. ABC – 2:21
2. Toy Story – 2:59
3. Spinelli (From The Series La Niña (Amazon Original)) – 2:25